# آبشار دیلان
آبشار دیلان (به انگلیسی: Dillon Falls) آبشاری است که در اورگن، ایالات متحده آمریکا واقع شده و ارتفاع کلی ریزشگاه آن ۱۵ فوت (۴٫۶ متر) است.